# Paragomphus henryi
Paragomphus henryi là loài chuồn chuồn trong họ Gomphidae. Loài này được Laidlaw mô tả khoa học đầu tiên năm 1928.